# Système
Pour les articles homonymes, voir Système (homonymie).
Un système est un ensemble d'éléments interagissant entre eux selon certains principes et règles. Par exemple une molécule, le système solaire, une ruche, une société humaine, un parti, une armée etc.
Un système est déterminé par :
- sa frontière, c'est-à-dire le critère d'appartenance au système (déterminant si une entité appartient au système ou fait au contraire partie de son environnement) ;
- ses interactions avec son environnement ;
- ses fonctions (qui définissent le comportement des entités faisant partie du système, leur organisation et leurs interactions) ;

Certains systèmes peuvent également avoir une mission (ses objectifs et sa raison d'être) ou des ressources, qui peuvent être de natures différentes (humaine, naturelle, matérielle, immatérielle...).
Un sous-système (ou module ou composant) est un système faisant partie d'un système de rang supérieur.

## Concept de système
La notion de « système » dans son acception moderne remonte au XVIIIe siècle. Le Traité des systèmes d'Étienne Condillac en donne en 1749 la définition suivante : « le système est ce qui permet à l'esprit humain de saisir l'enchaînement des phénomènes ». Il pose les bases d'un concept qui aura un développement exceptionnel dans le domaine des sciences exactes, puis dans tous les domaines de la connaissance. Les systèmes n'existent pas dans la nature, mais sont des projections de l'esprit humain pour la modélisation et l'analyse des phénomènes naturels.
Le concept de système est à la base de domaines scientifiques comme la cybernétique, qui au concept de « boîte noire », à entrées et sorties uniquement, ajoute la notion de boucle de rétroaction des sorties sur les entrées. Dans les sciences humaines, selon André Comte-Sponville, un système est « un ensemble d'idées que l'on considère dans leur cohérence plutôt que dans leur vérité ».
Le caractère universel du concept a conduit des chercheurs à vouloir élaborer une théorie générale des systèmes (L. von Bertalanffy, 1949), un programme très ambitieux, qui est surtout un cadre conceptuel pour les applications concrètes dans les différents domaines scientifiques.

## Étymologie
En grec ancien, sustēma signifie « organisation, ensemble », terme dérivé du verbe συνίστημι sunistēmi (de σύν ἵστημι sun histēmi : « établir avec »), qui signifie « mettre en rapport, instituer, établir ».

## Catégories de systèmes
Un système peut être ouvert, fermé, ou isolé selon son degré d’interaction avec son environnement.
Un système peut également être :
- soit de nature conceptuelle, comme :
  - une construction théorique que forme l’esprit sur un sujet (ex. : une idée expliquant un phénomène physique et représentée par un modèle mathématique),
  - un ensemble de propositions, d’axiomes, de principes et de conclusions qui forment un corps de doctrine ou un tout scientifique (ex. en philosophie : le système d’Aristote, ex. en physique : le système newtonien) ;
- soit de nature concrète, comme :
  - un ensemble d'éléments en interactions (ex. : un écosystème, le système climatique),
  - un ensemble d’éléments qui se coordonnent pour concourir à un résultat (ex. : le système nerveux),
  - un ensemble de composants et de processus organisés ou institutionnalisés pour assurer une fonction (ex. : un système éducatif, un système de production, un système de défense),
  - un ensemble de divers éléments analogues,
  - un appareillage, dispositif, ou machine (automate) assurant une fonction déterminée (ex. : système d’éclairage, système automobile),
  - un réseau, plus ou moins important et autonome, dont les éléments présentent la particularité de répondre en tout ou partie à un même objectif.

## Disciplines connexes
Les systèmes sont au cœur de deux disciplines. La première, de nature applicative, est l'ingénierie des systèmes, démarche rationnelle pour la conception et l'ingénierie d'un système industriel, qui étudie tout son cycle de vie (exploitation, maintenance, démantèlement). La seconde, de nature plus fondamentale, est la théorie des systèmes, à travers l'étude et la recherche des propriétés générales des systèmes (contrôlabilité, stabilité, équivalence, linéarité, etc.) et le développement de méthodes pour en  décrire certains types.